# La fidanzata di Messina
La fidanzata di Messina è un film muto italiano del 1911 diretto e interpretato da Gennaro Righelli.